# Markazit

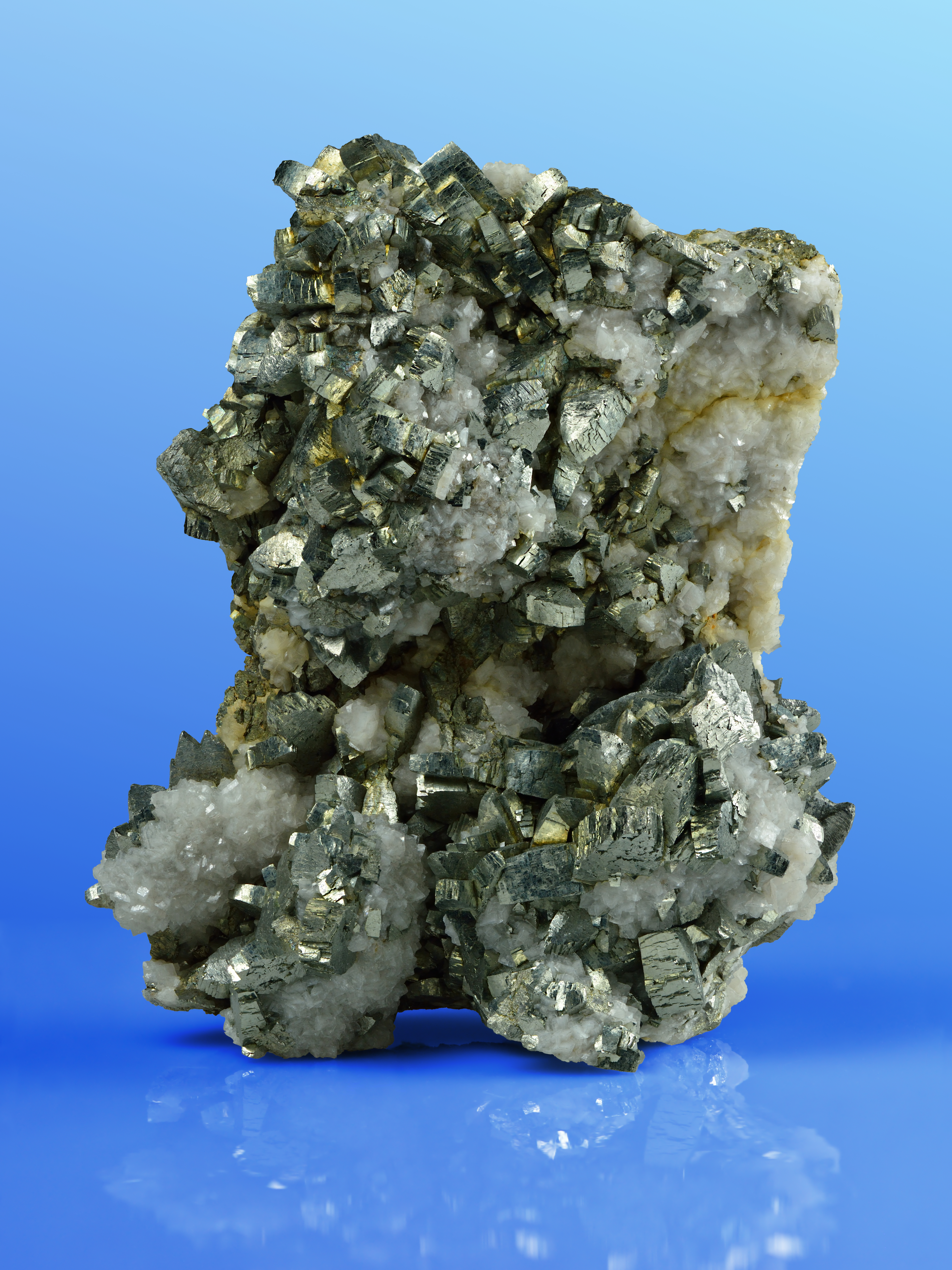
Markazit

Markazit (Haidinger, 1845), chemický vzorec FeS2 (disulfid železnatý), je kosočtverečný minerál. Název pochází z arabštiny a označoval pyrit a jemu podobné minerály. Starší český název je kyz kopinatý.

## Původ
Vzniká v usazených horninách, z hydrotermálních roztoků na rudních žilách, častý je výskyt konkrecí a vyvinutých krystalů v hnědém uhlí.

## Morfologie
Krystaly jsou tabulkovité, kopinaté, prizmatické, rýhované podle {011}. Dokonalé krystaly mají tvar dvojjehlanu. Často tvoří hřebenité srostlice. Dvojčatí běžně podle {101}, méně často podle {011}. Agregáty jsou radiálně paprsčité, zrnité i celistvé.

## Vlastnosti
- Fyzikální vlastnosti: Tvrdost 6–6,5, křehký, hustota 4,8–4,9 g/cm³,[1] štěpnost nedokonalá podle {010} a {110}, lom nerovný
- Optické vlastnosti: Barva: bledě žlutá, mosazně žlutá, na vzduchu pestře nabíhá. Lesk kovový, průhlednost: opakní, vryp zelenošedý.
- Chemické vlastnosti: Složení: Fe 46,55 %, S 53,45 % často s příměsí Cu, As. Na vzduchu rychle zvětrává. Rozpustný v HNO3. Při žíhání na uhlí hoří modravým plamenem a vzniká SO2. Žíhán v baňce dává žlutý nálet síry. Před dmuchavkou se taví na černou magnetickou kuličku.

## Podobné minerály
- pyrit
- chalkopyrit

## Využití
K výrobě kyseliny sírové, někdy jako drahý kámen (dobře vyvinuté krystaly, fasetové brusy, kabošony). Při spalování uhlí znečišťuje ovzduší oxidem siřičitým.

## Naleziště
Hojný minerál.
- Česko – v hnědém uhlí Most, Sokolov
- Slovensko – Banská Štiavnica (Štiavnické vrchy), Prievidza, Handlová, Kremnické vrchy
- Německo – Cáchy, Clausthal, Freiberg
- Rusko
- Mexiko
- a další.